# PLC MEGA

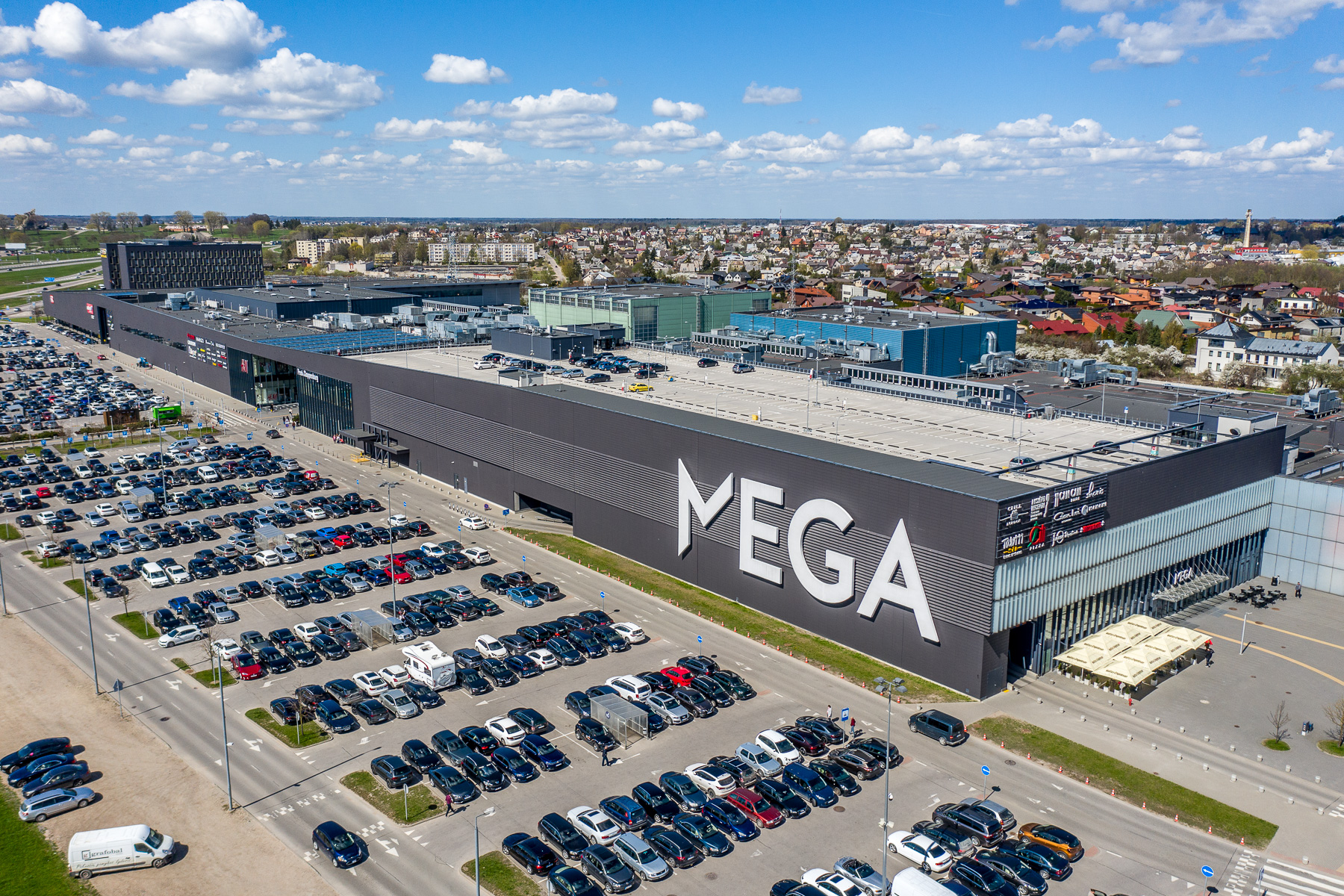
Luftbild von MEGA

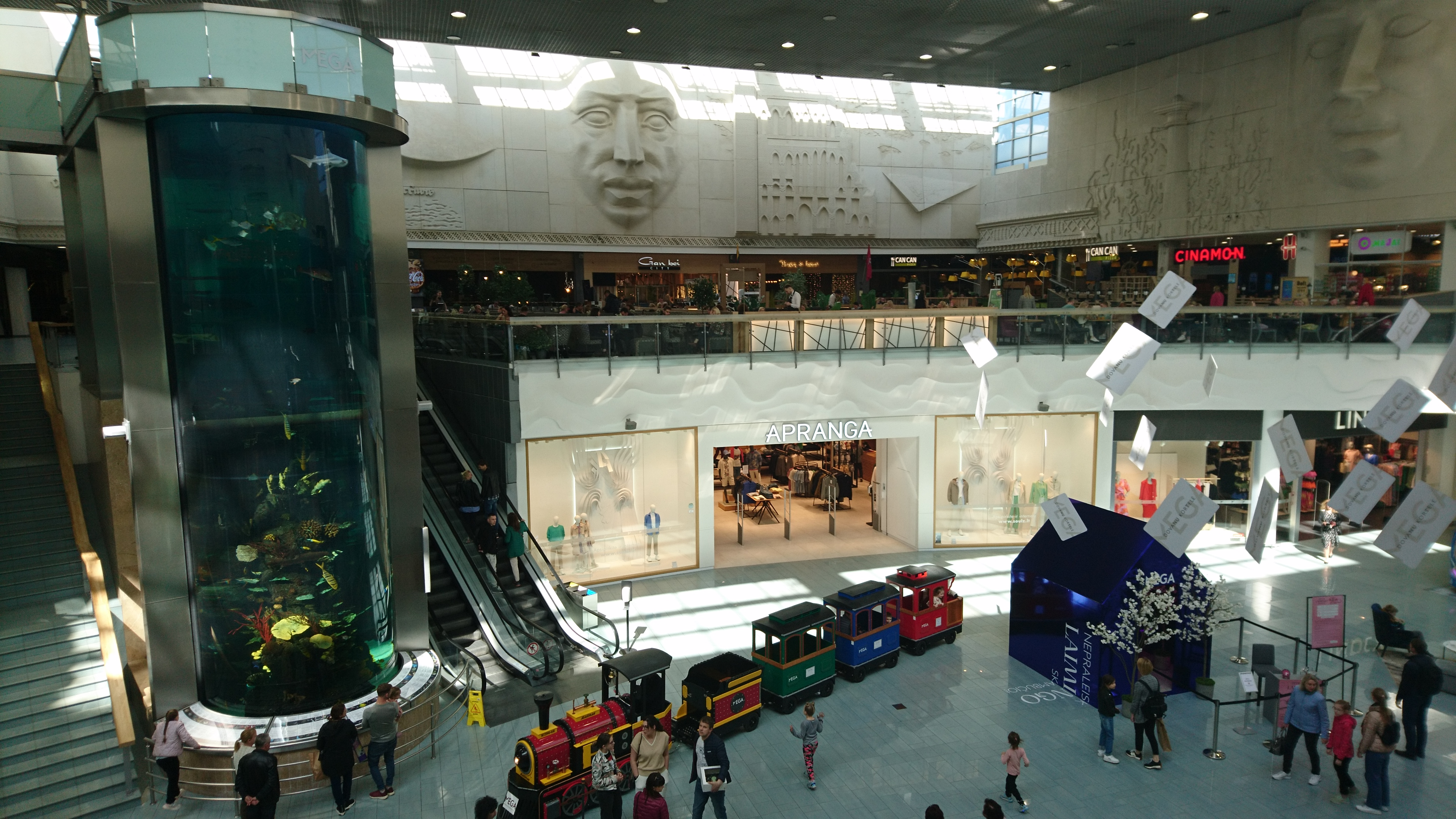
Aquarium und Platz im Einkaufszentrum

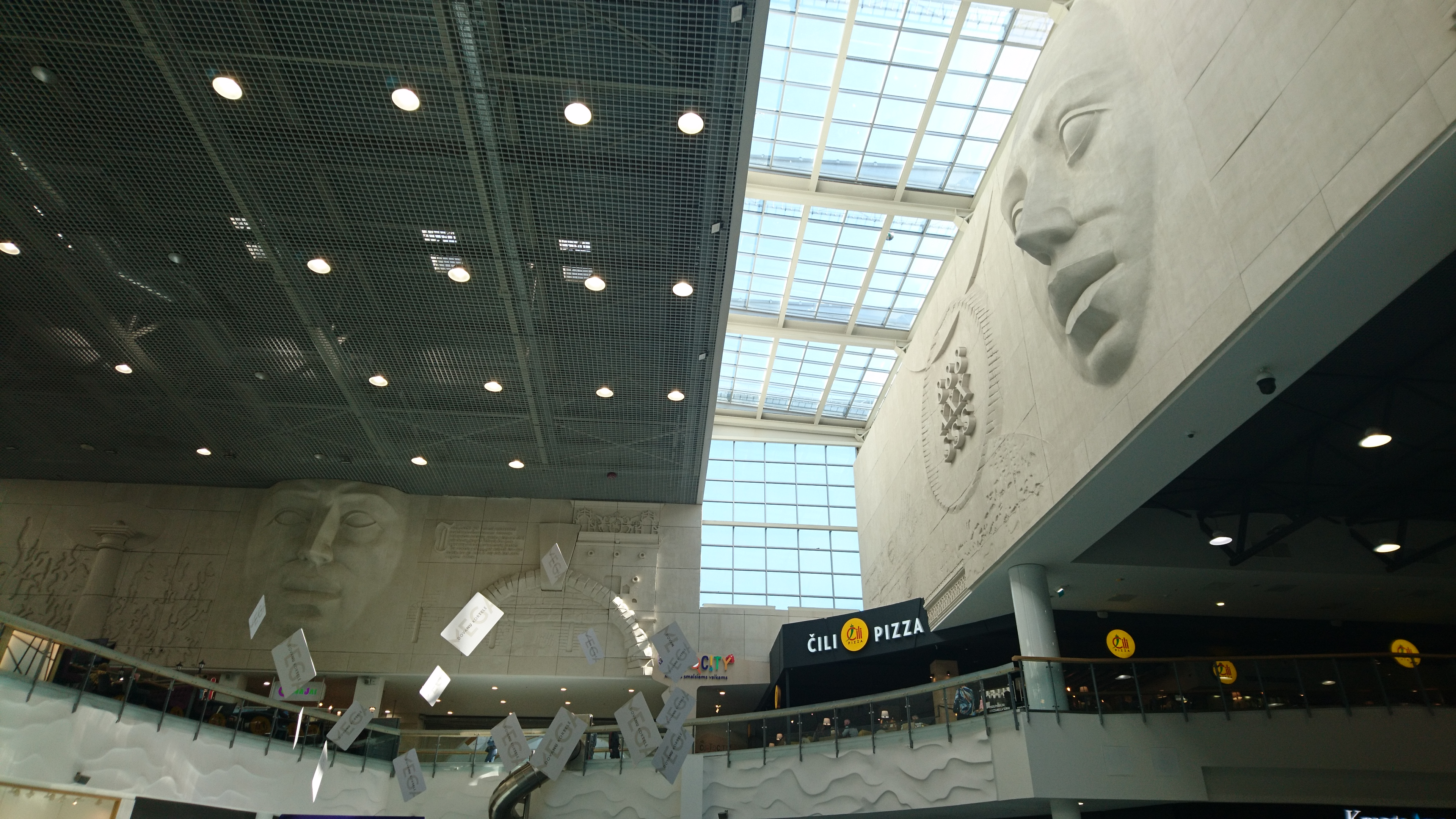
Decke von innen

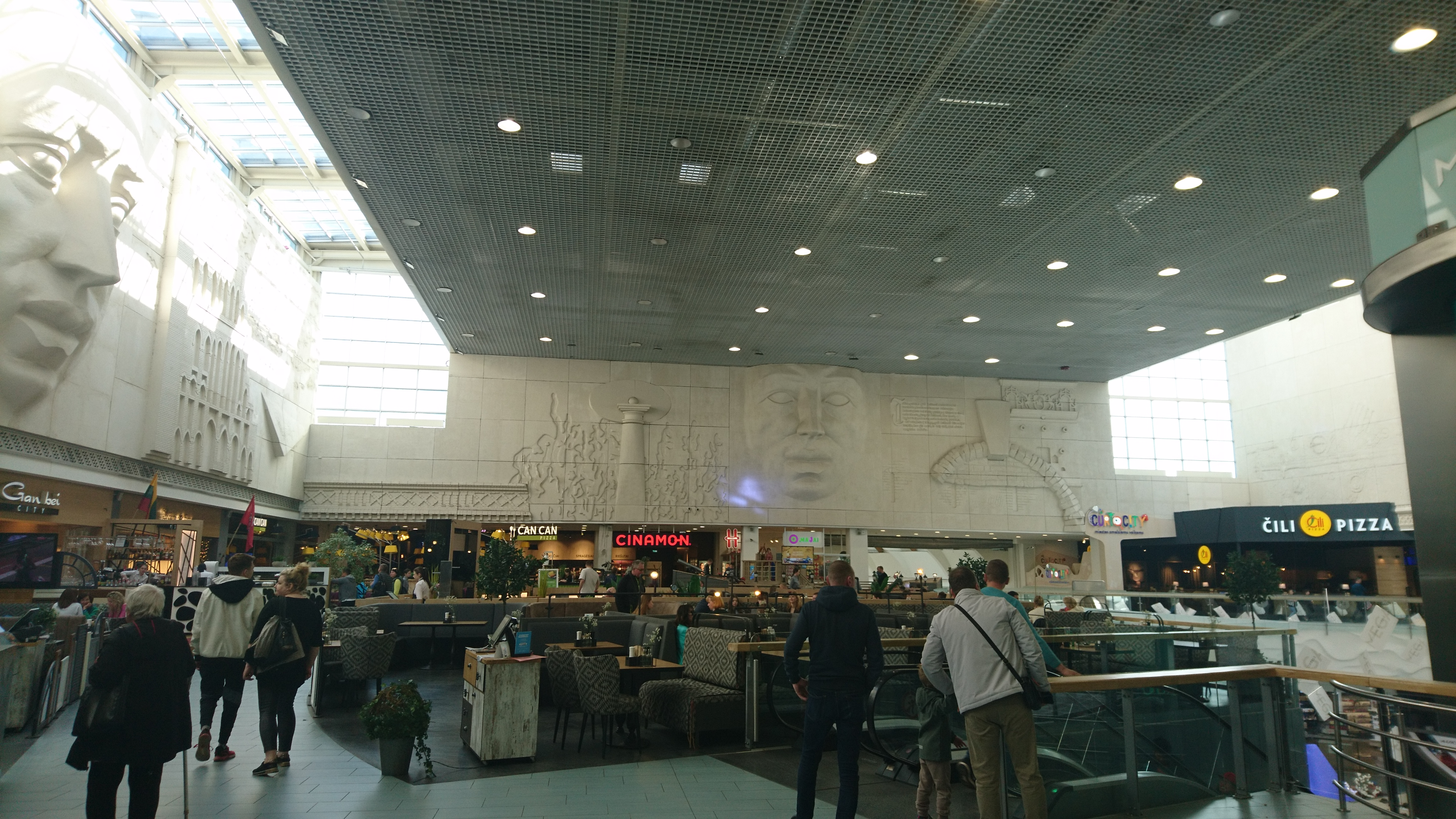
Cafe

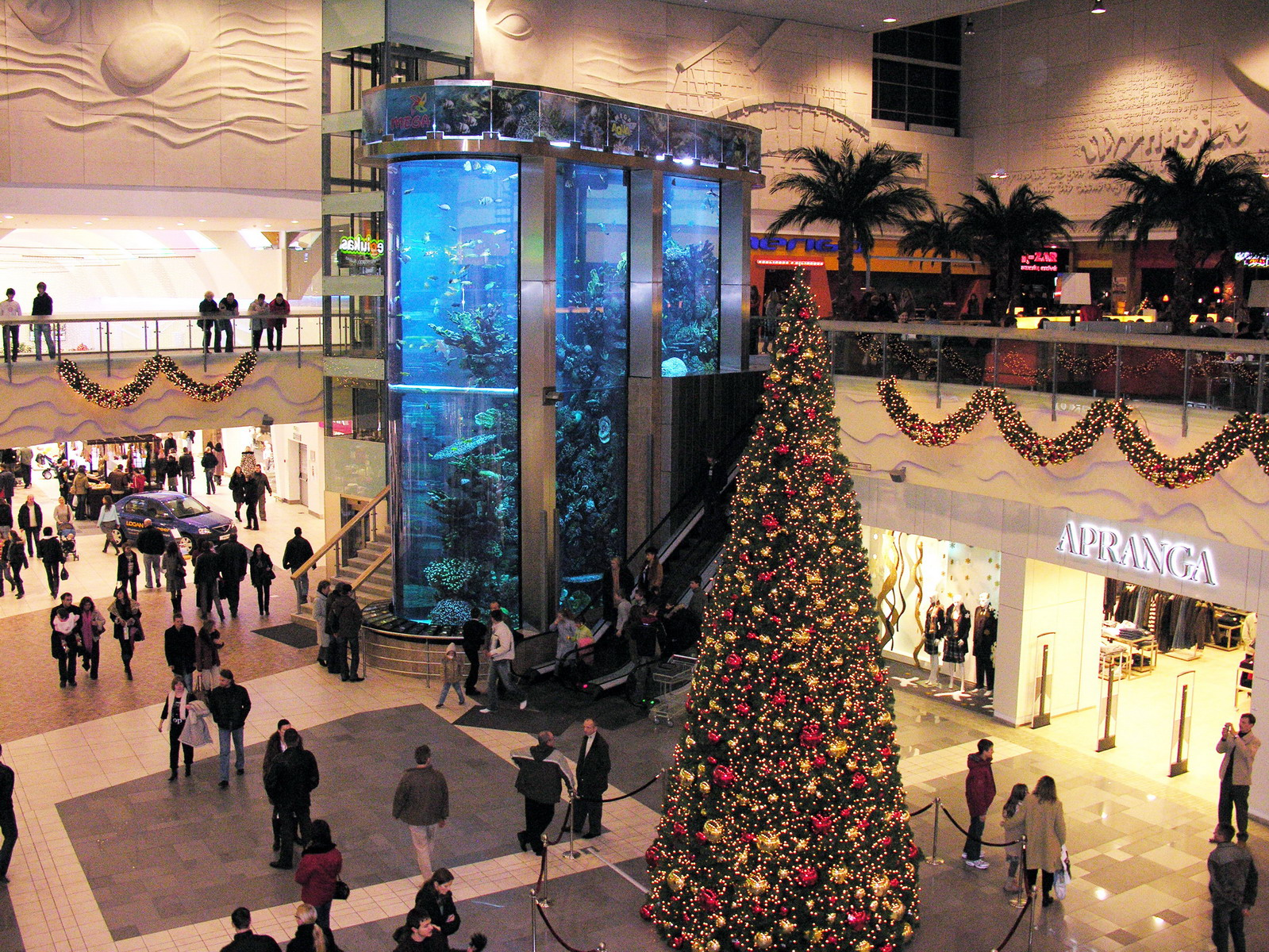
Meeresaquarium

PLC MEGA ist das größte Einkaufs- und Freizeitzentrum in Mittellitauen. Es befindet sich an der Fernstraße Magistralinis kelias A1 in Kaunas, Litauen. Die Fläche beträgt 121.901 Quadratmeter. Der Verwalter ist litauisches Unternehmen Baltic RED UAB.

## Geschäfte
In der neuen Einkaufsstraße von PLC „Mega“ sind Geschäfte von Modemarken H&M, „Mango“, "Massimo Dutti", Marc O’Polo, United Colors of Benetton, Esprit, Springfield, Elsbach, Napapijri, Intimissimi, Calzedonia, Laura Ashley und viele andere.

## Aquarium
Im Gebäude befindet sich das Kaunasser Aquarium. Dieses Meeresaquarium ist das höchste Aquarium im Baltikum und gehört zu den zehn größten Aquarien der Welt. Hier gibt es tropische Fische von 30 verschiedenen Arten aus dem Atlantik, Indischen und Pazifischen Ozean, dem Roten und Mittelmeer und der Karibik. Die Fütterung erfolgt  jeden Tag.

## Geschichte
Es wurde von der litauischen Firma AB „Baltic Shopping Centers“ (Inhaber Augustinas Rakauskas) 2005 gebaut. Am 16. Dezember 2016 wurde das Einkaufs- und Freizeitzentrum nach der Erneuerung wieder eröffnet. 2016 wurde ein mehrstöckiges Parkhaus wurde errichtet. Die Investmentgesellschaft AB Baltic Shopping Centres investierte 47 Millionen Euro. Das neue Projekt wurde von der Immobilienentwicklungs- und Verwaltungsgesellschaft „Baltic RED“ umgesetzt.